# Valencia hispanica
Espèce
Statut de conservation UICN

 CR A2ace : 
En danger critique
Valencia hispanica est une espèce de poissons osseux du genre Valencia de la famille des Valenciidae, endémique du sud de la Catalogne et de la Communauté valencienne en Espagne.